# Sophia Vossou
Sophia Vossou (Grieks: Σοφία Βόσσου) (Patras, 5 december 1961) is een Grieks zangeres. 

## Biografie
Vossou werd geboren in Patras, maar groeide op in Athene, waar ze ook muziek studeerde. In 1984 won ze een muziekfestival in Thessaloniki, waarna ze zich volledig ging toeleggen op haar muziekcarrière. In 1991 nam ze deel aan de Griekse preselectie voor het Eurovisiesongfestival 1991. Met het nummer I anixi won ze de nationale finale, waardoor ze haar vaderland mocht vertegenwoordigen in de Italiaanse hoofdstad Rome. Daar eindigde ze op de dertiende plaats. Nadien ging ze zich meer toeleggen op folkmuziek, zonder veel succes. Vanaf de jaren 2000 verlegde ze haar focus op televisiewerk. Zo presenteerde ze verschillende shows op de commerciële televisie.
1974: Marinella · 
1976: Mariza Koch · 
1977: Pascalis, Marianna, Robert & Bessy · 
1978: Tania Tsanaklidou · 
1979: Elpida · 
1980: Anna Vissi & Epikouri · 
1981: Yiannis Dimitras · 
1983: Kristi Stassinopoulou · 
1985: Takis Biniaris · 
1987: Bang · 
1988: Afroditi Frida · 
1989: Mariana Efstratiou · 
1990: Christos Callow & Wave · 
1991: Sophia Vossou · 
1992: Cleopatra · 
1993: Katerina Garbi · 
1994: Kostas Bigalis & The Sea Lovers · 
1995: Elina Konstantopoulou · 
1996: Mariana Efstratiou · 
1997: Marianna Zorba · 
1998: Thalassa · 
2001: Antique · 
2002: Michalis Rakintzis · 
2003: Mando · 
2004: Sakis Rouvas · 
2005: Elena Paparizou · 
2006: Anna Vissi · 
2007: Sarbel · 
2008: Kalomira · 
2009: Sakis Rouvas · 
2010: Giorgos Alkaios & Friends · 
2011: Loukas Giorkas feat. Stereo Mike · 
2012: Eleftheria Eleftheriou · 
2013: Koza Mostra feat. Agathonas Iakovidis · 
2014: Freaky Fortune feat. RiskyKidd · 
2015: Maria Elena Kiriakou · 
2016: Argo · 
2017: Demy · 
2018: Gianna Terzi · 
2019: Katerine Duska · 
2021: Stefania · 
2022: Amanda Tenfjord · 
2023: Victor Vernicos · 
2024: Marina Satti · 
2025: Klavdia
- MusicBrainz: 61349ae0-d350-4b7f-8d8c-9b785926792d
- Virtual International Authority File: 39158790734438852382